# جیوستنیچه
جیوستنیچه (به ایتالیایی: Giustenice) یک کومونه در ایتالیا است که در استان ساونا واقع شده‌است.

## خصوصیات
جیوستنیچه ۱۷٫۴ کیلومترمربع مساحت و ۹۱۰ نفر جمعیت دارد.